# 中池見湿地

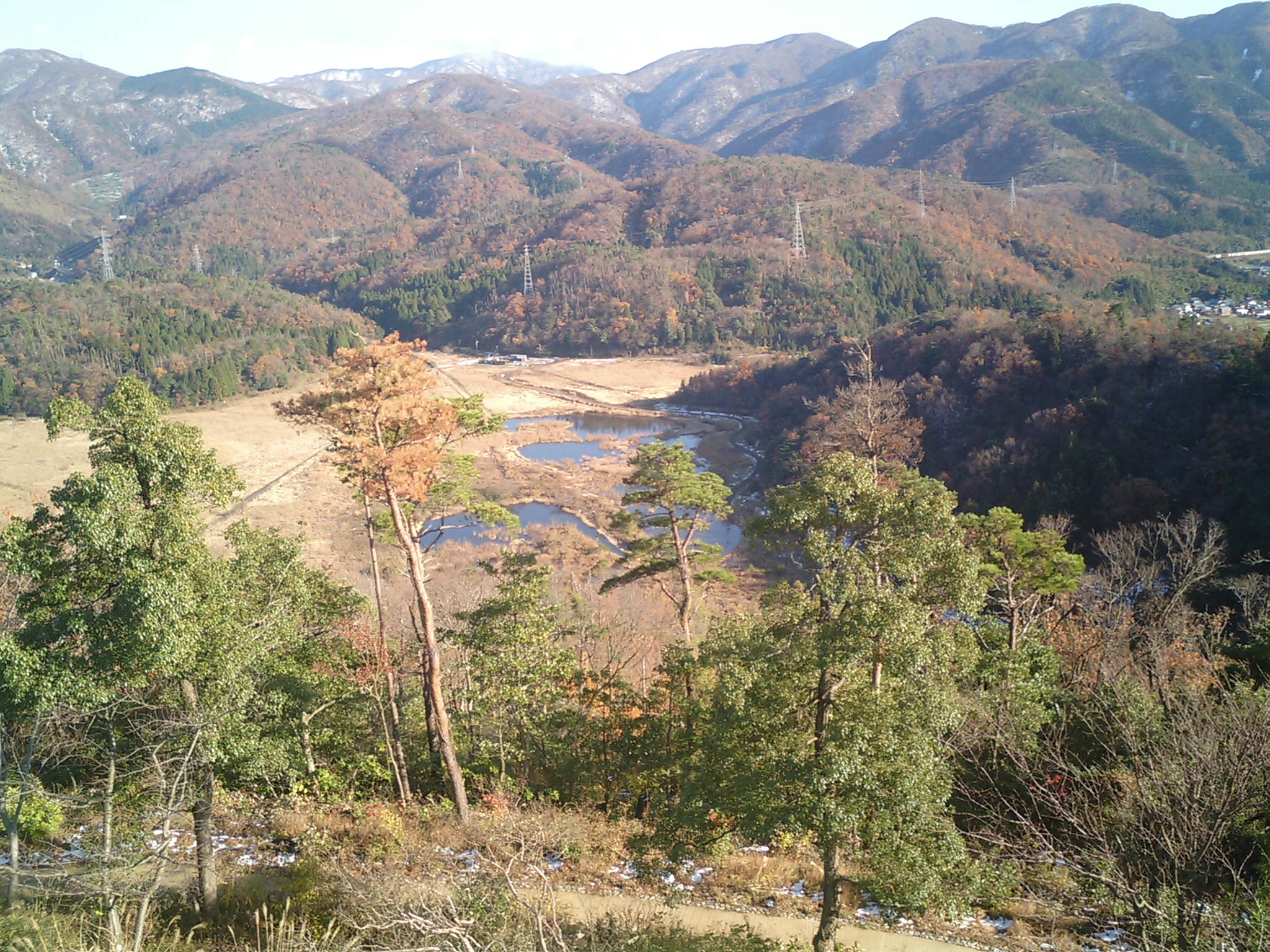
天筒山から臨む。

中池見湿地（なかいけみしっち）は、福井県敦賀市にある、天筒山などの3つの低山に囲まれた面積約25 haの内陸低湿地であり、泥炭湿地。分類的にはフェンにあたる。木ノ芽川（笙の川の支流）の支流の源流域に位置する。日本の地形レッドデータブックにも保全を要する最も価値のある地域の一つとして記載されている。2012年に越前加賀海岸国定公園の一部として追加指定され、同年7月3日にはラムサール条約に登録された。国内屈指のトンボの生息地である一方、アメリカザリガニの異常繁殖が問題視されている。

## 歴史
もともとはスギの巨木が生い茂る湿地だったが、江戸時代の新田開発によりほぼ全域が水田となった。その後の減反政策で休耕田が増えその地を大阪ガスが買収したがほぼ放置状態であった為、現在のような多様なモザイク状の生態系が形作られた。その後2005年に敦賀市に寄付された（詳しくは下記）。
環境省は、2001年12月、日本の重要湿地500に選定。2012年5月には、同湿地に水を供給する周辺の山を含めた87haをラムサール条約の新たな登録候補地に指定する方針を決めた。

## 湿地の特徴
敦賀断層の西側が沈降したことにより、袋状の埋積谷ができ、そこに湿原が発達した。そのため数十mにも及ぶ泥炭層があり、その地層には、約十万年間の環境変遷史が記録されている。また湿地には特有の植物が群落を作り、そこに様々な水生昆虫が生息している。特にトンボの種類が豊富で、現在70種が確認されている。また近年、新種のテントウムシが発見され、ナカイケミヒメテントウ（学名：Scymnus nakaikemensis Sasaji et Kishimoto ）と命名された。動植物の種数は約3000種、このうち絶滅危惧種がデンジソウやメダカなど約120種といわれている。ノジコなどの鳥類も見られる。

### 植物

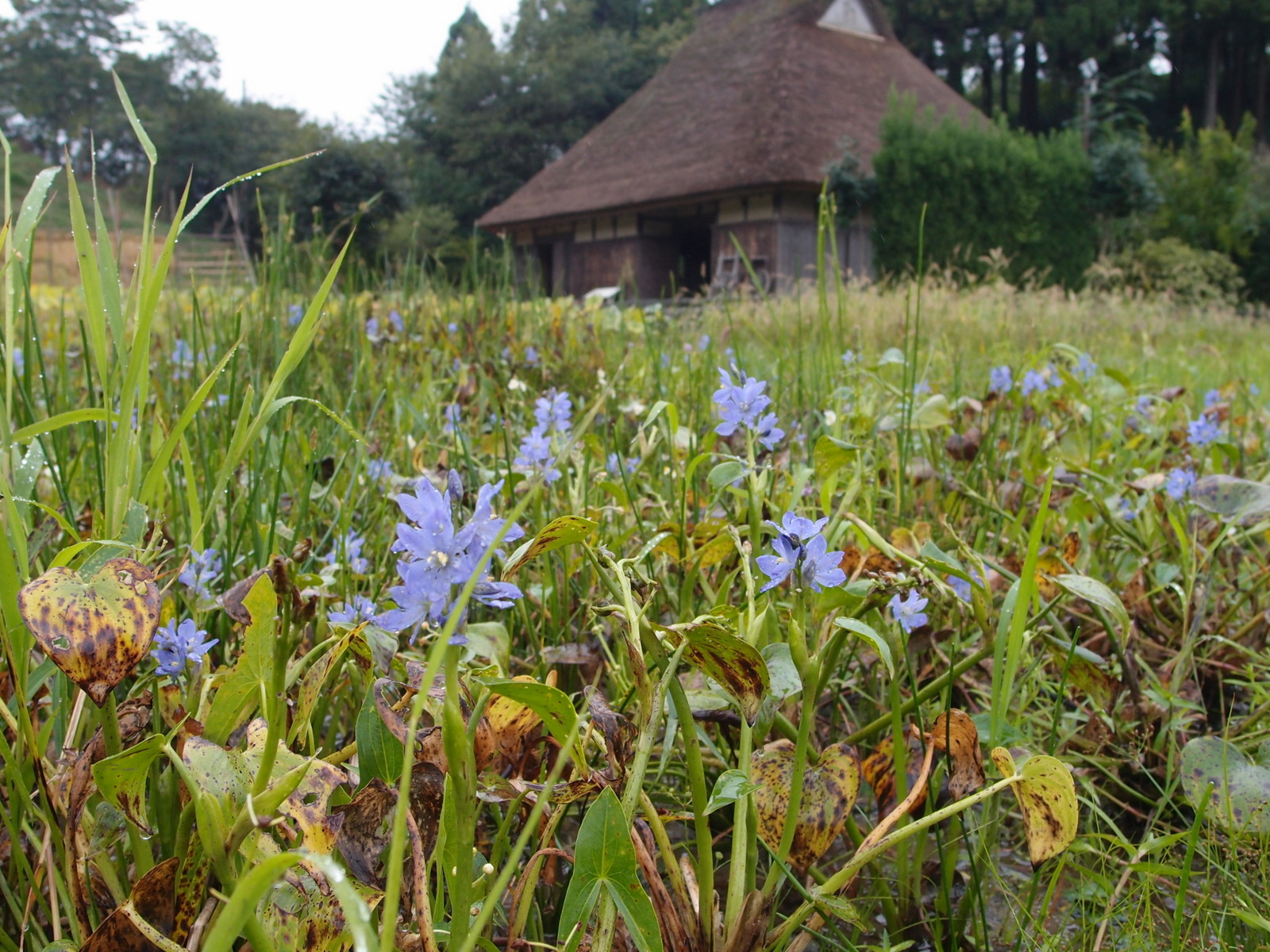
ミズアオイと古民家
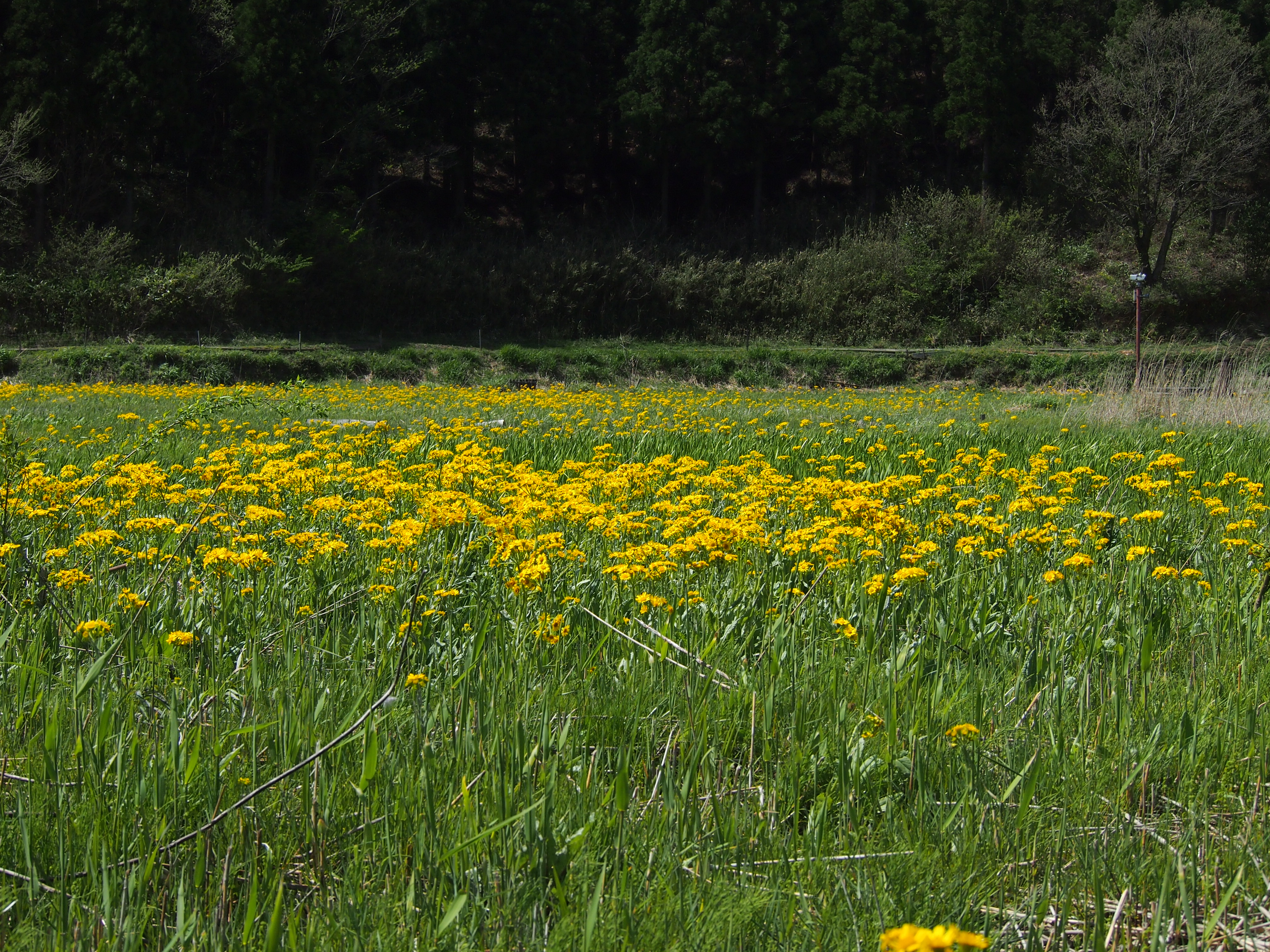
サワオグルマ群落
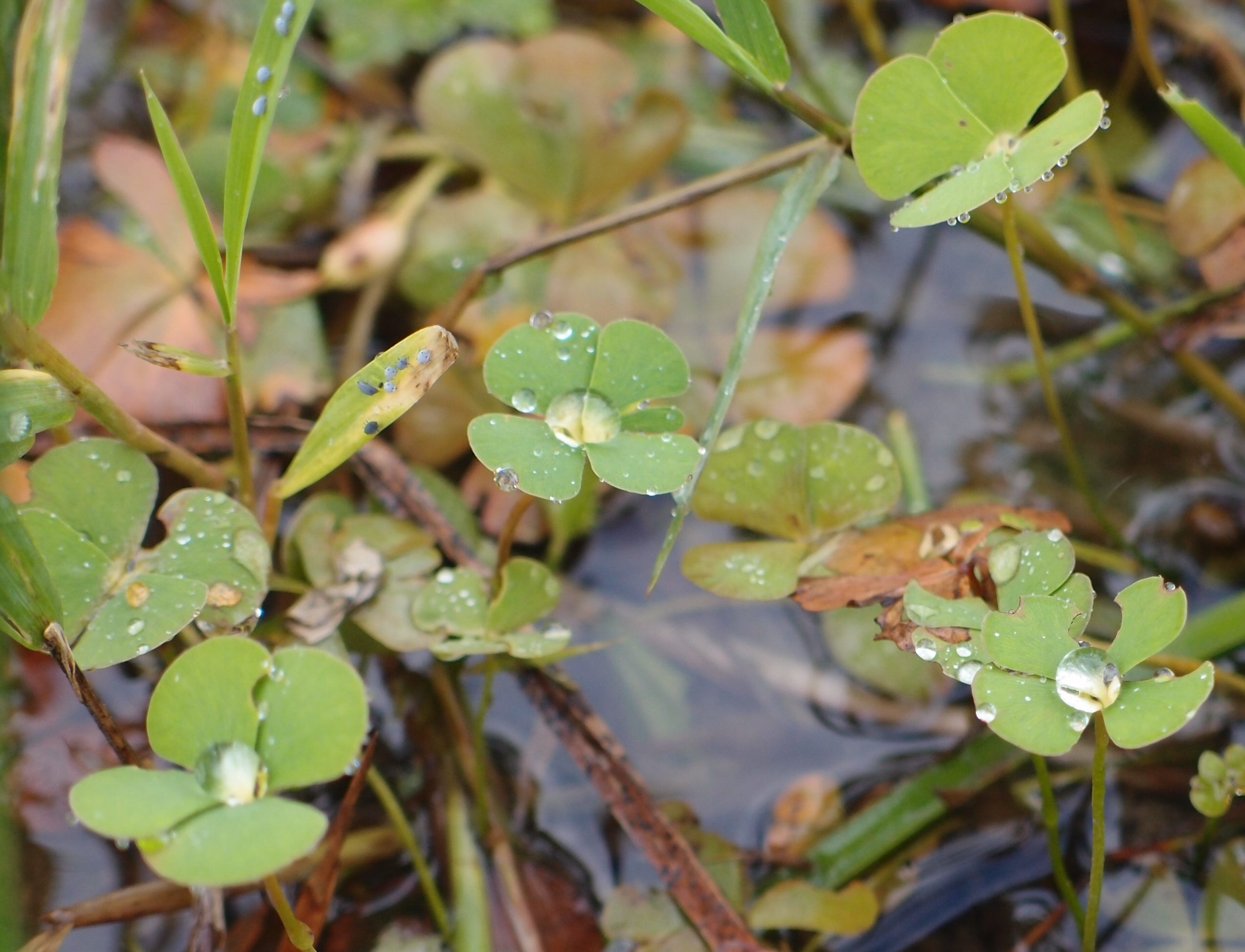
デンジソウ
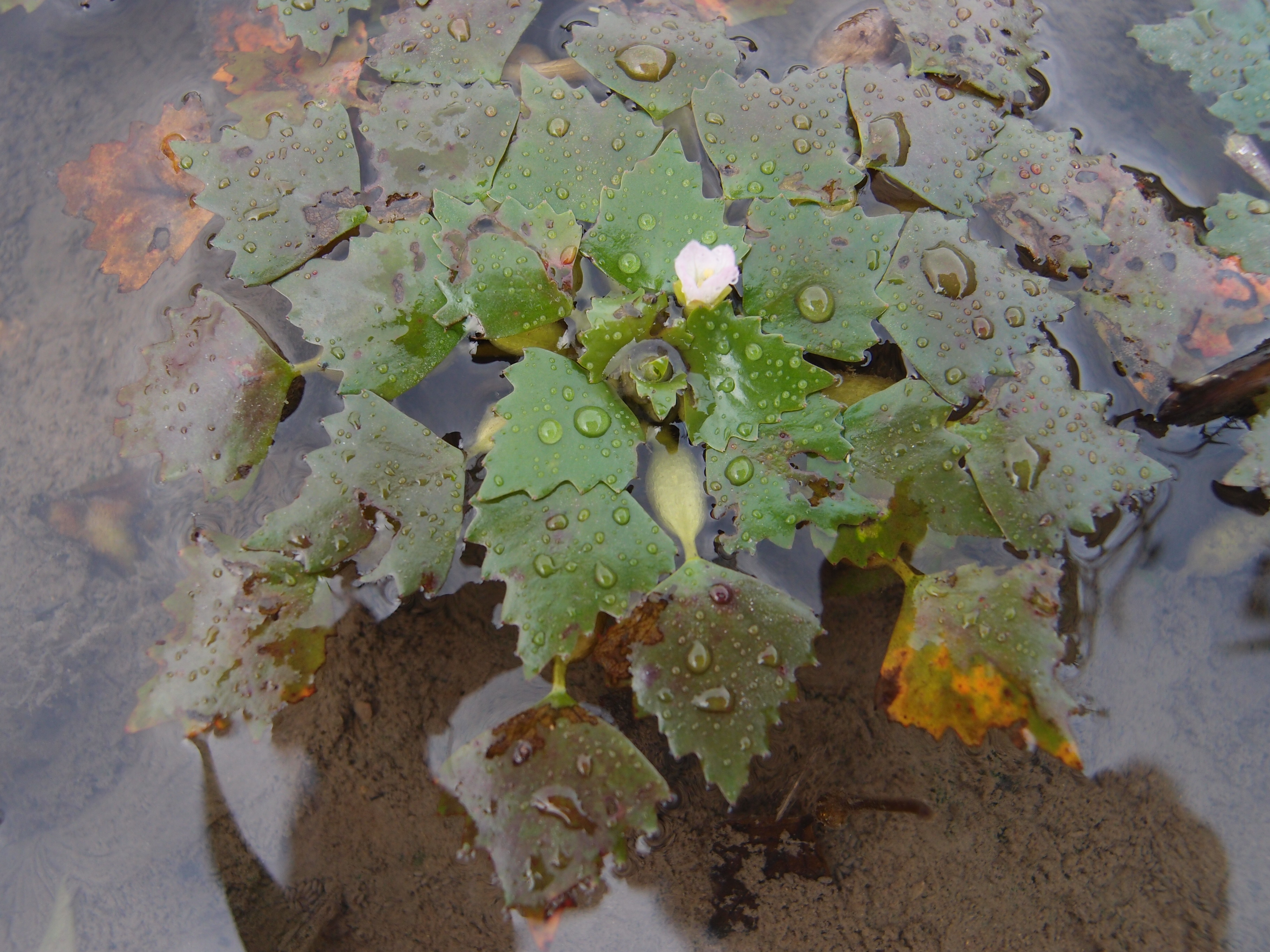
ヒメビシ
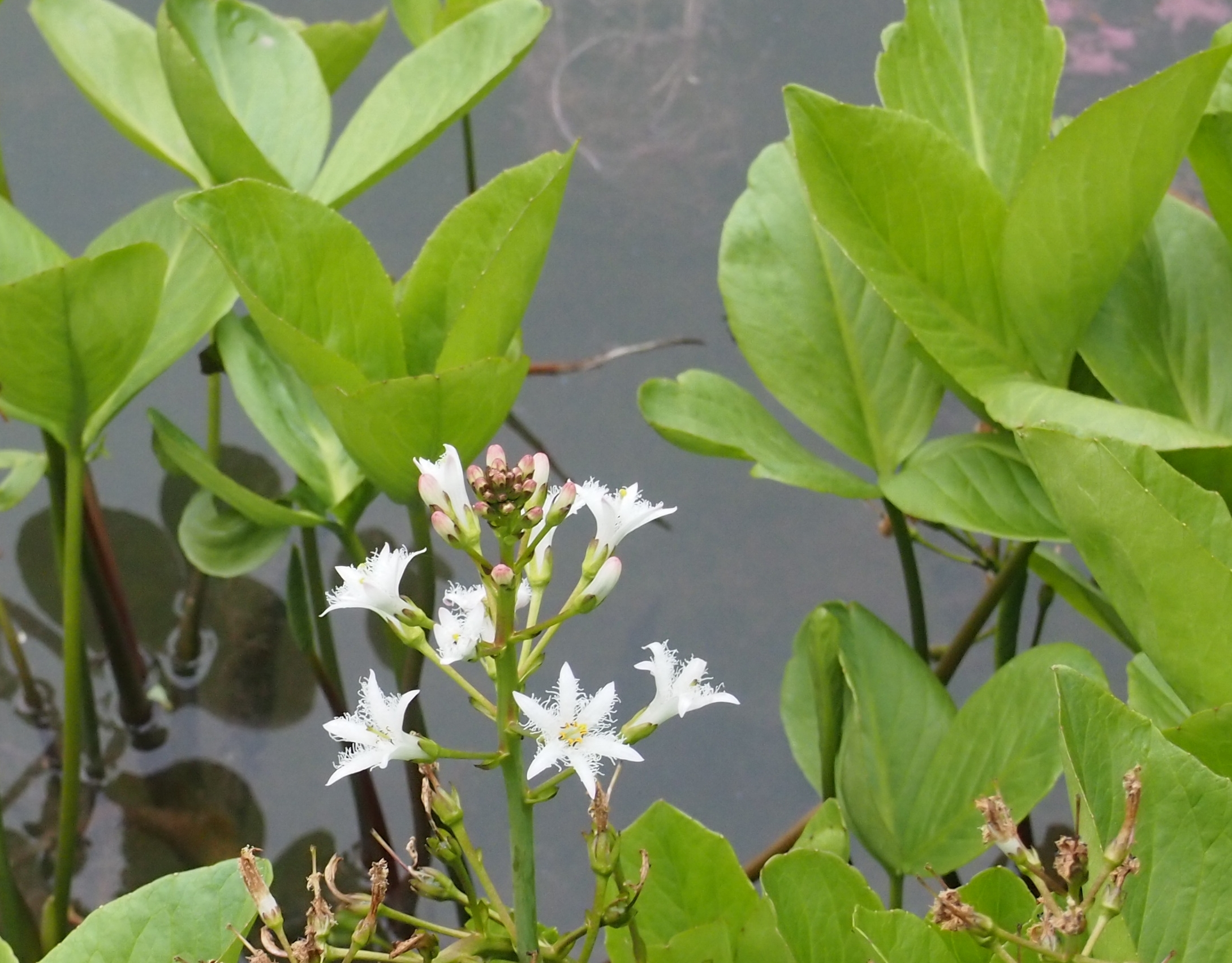
ミツガシワ

## 関連施設
湿地の南東端にはビジターセンターがあり、中池見の水辺の生物展示などが行われている。湿地の南西端には、移築された茅葺の敦賀の古民家が展示されている。

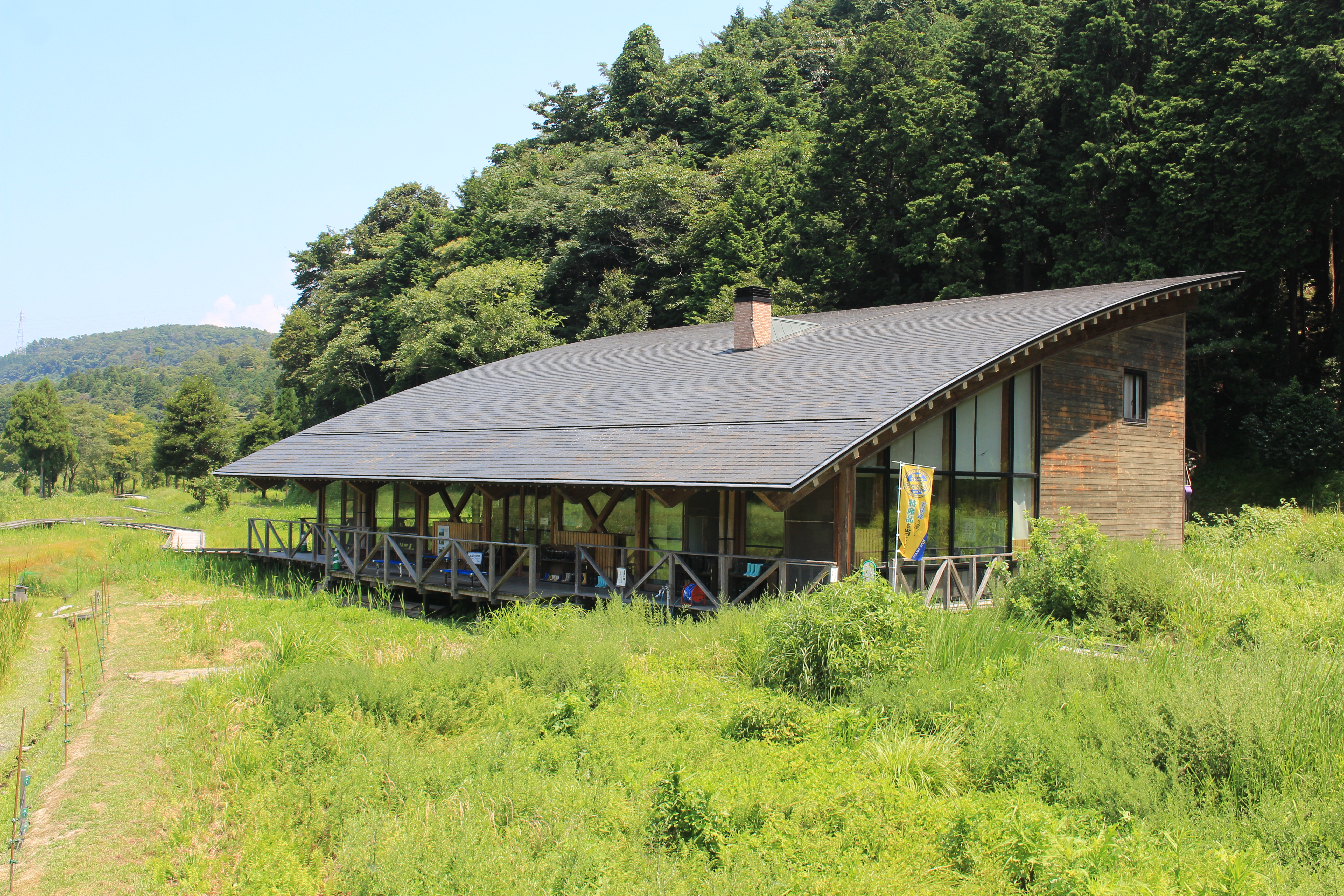
ビジターセンター
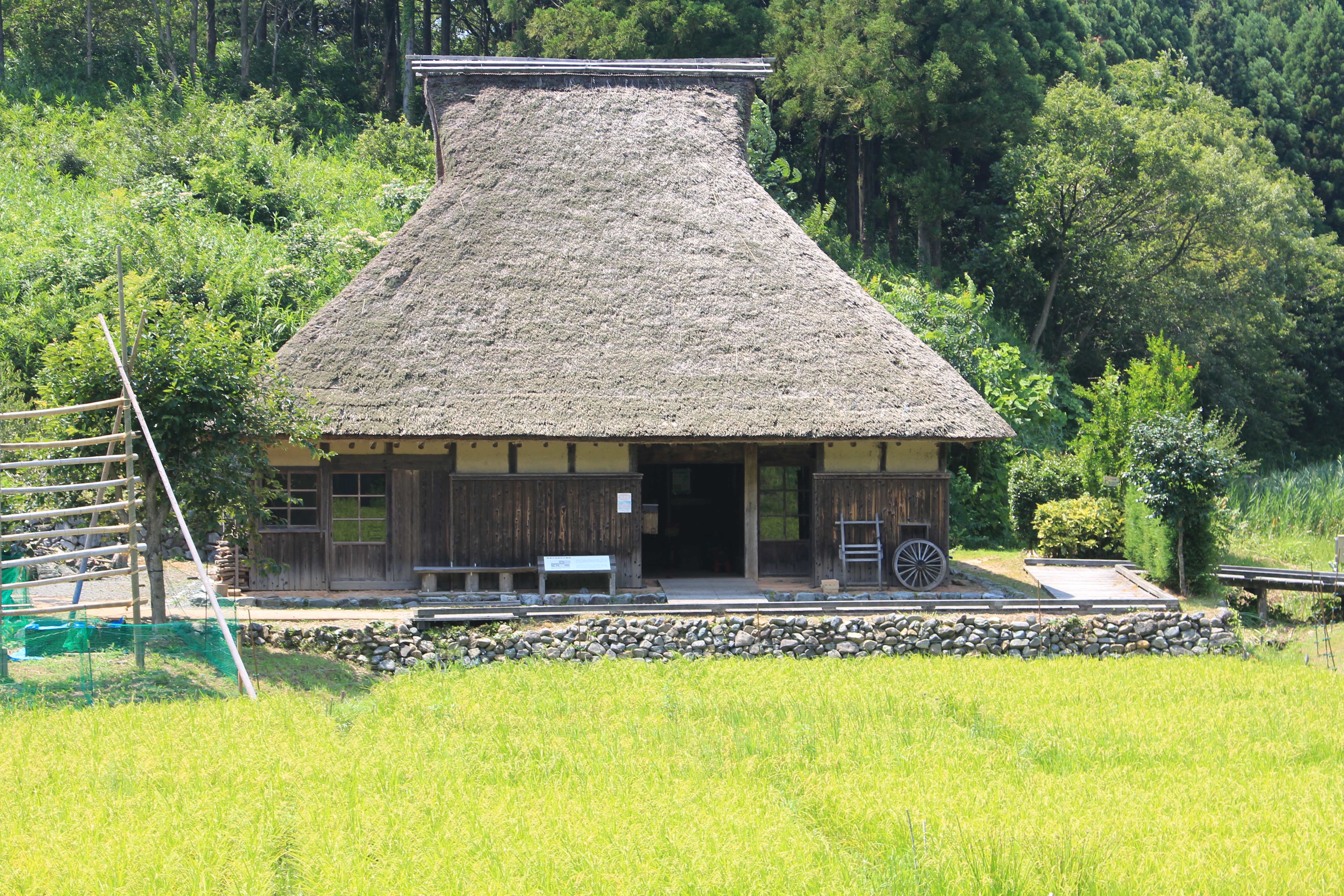
敦賀の古民家

## 環境への懸念問題

### LNG基地建設計画
1992年に大阪瓦斯（大阪ガス）が液化天然ガス基地の建設計画を発表（一部は環境保全エリアとして残す）した。しかし、市民団体などが湿地の保全を訴えて反対運動を展開。1996年以降集中的な生態学的調査が進められ、生物多様性が桁外れに高いことが明らかにされた。2002年4月、計画はエネルギー事情の変化を理由に断念された。大阪ガスが取得・所有していた土地は2005年3月31日にすべてが敦賀市へ寄付され、市有地となった。現在敦賀市や特定非営利活動法人により保全が進められている。
この計画のため、湿地の隅を走る国道8号敦賀バイパスには、湿地へ下りる管理用道路（通常は閉鎖されている）や広い路側帯が設置されている。現在はそこに自動車が仮眠などの目的で長時間停車したり心無い者がゴミを捨てており、環境への影響を心配する声がある。

### 北陸新幹線建設計画
北陸新幹線の建設計画において、敦賀市内のルートについて、予定ルート上に同湿地が存在していることが明らかとなった。環境アセスメントの結果によって、民家を避けるようルート設定が行われたためであるとされ、専門家からは、中池見湿地に生息する多数のヘイケボタルへの影響をはじめとして、環境への悪影響が懸念されている。
2015年3月15日、北陸新幹線金沢−敦賀間を建設している鉄道建設・運輸施設整備支援機構は、同湿地を通過する国の認可ルートを変更することを明らかにした。
2016年3月28日、公益財団法人 日本自然保護協会等は、「ラムサール条約湿地 「中池見湿地 」を通過する 北陸新幹線建設 工事において、ラムサール条約の決議を 遵守すること求める 要望書」を機構に提出した。その概要は以下の通り。
- ラムサール条約の決議X .17.17 に則った「環境管理計画」を中池見湿地の自然に精通している市民・NGO等を含む専門家の意見を反映させて作成すること。
- モニタリング調査の結果や環境配慮等の事業評価について、独立に検証する評価委員会を設置すること。
- モニタリング調査の結果や評価委員会の会議等は、中池見湿地の保全に関わる関係者および市民が入手・利用可能となるよう随時公開すること。
- 工事において 予期せぬ事態や事故に備えて緊急時計画を策定すること。

### 外来種
アメリカザリガニ、セイタカアワダチソウなどの外来種の侵入が問題となっている。

## 交通アクセス
北陸本線・北陸新幹線・小浜線・ハピラインふくい線 敦賀駅の北東約2 kmに位置し、北陸自動車道敦賀インターチェンジの北北西約1 kmに位置する。湿地の西端付近に国道8号の敦賀バイパスが通る。周辺の南側と東側に国道476号が通り、南側の藤ヶ丘駐車場と東側の樫曲駐車場へのアクセス道路となる。湿地の南端から天筒山方面に中部北陸自然歩道が整備されている。藤ヶ丘駐車場からは、峠越えとなるこもれびの道の歩道が整備されている。湿地内の一部で、木道の観察路が整備されている。

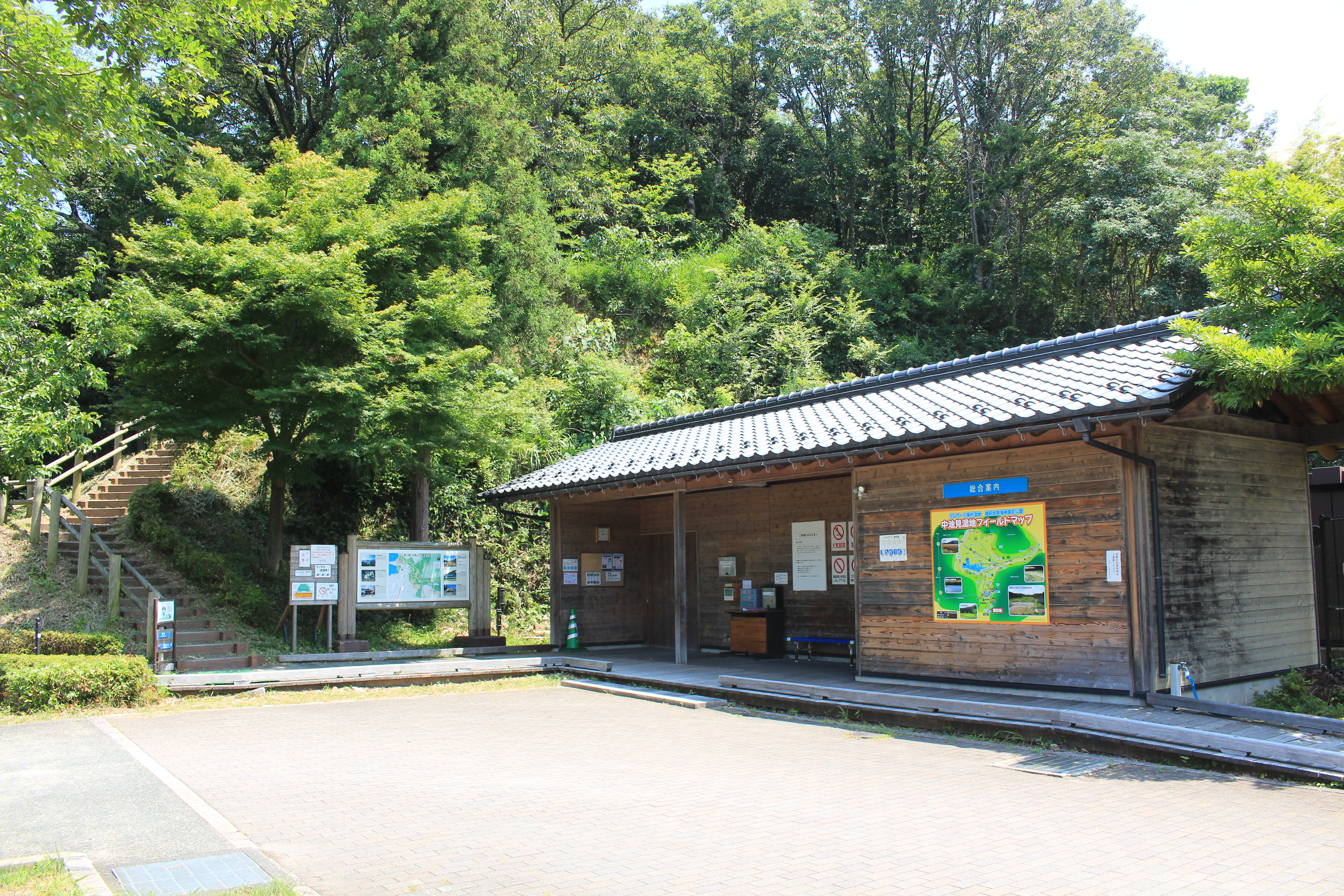
南側の藤ヶ丘駐車場
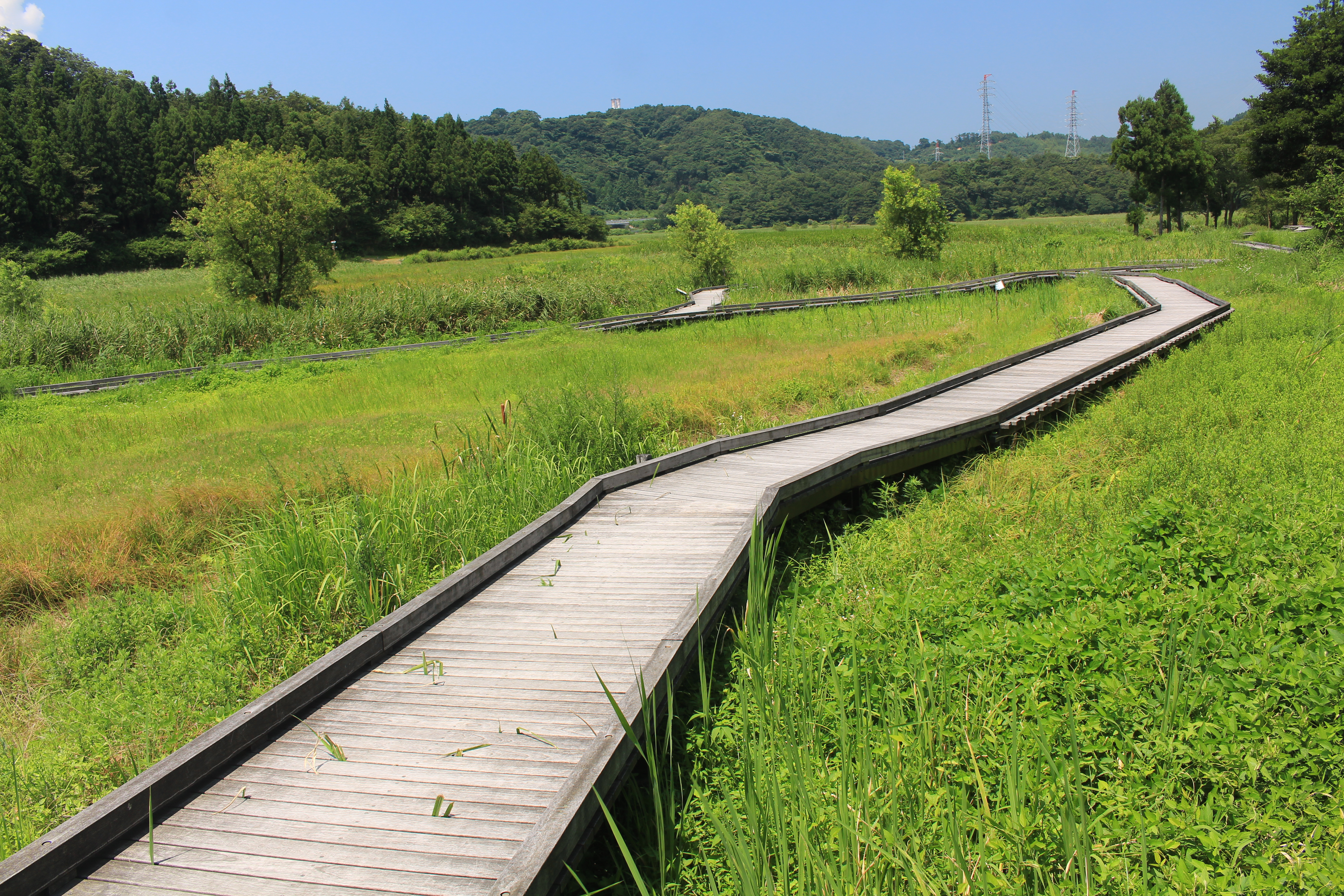
木道の観察路
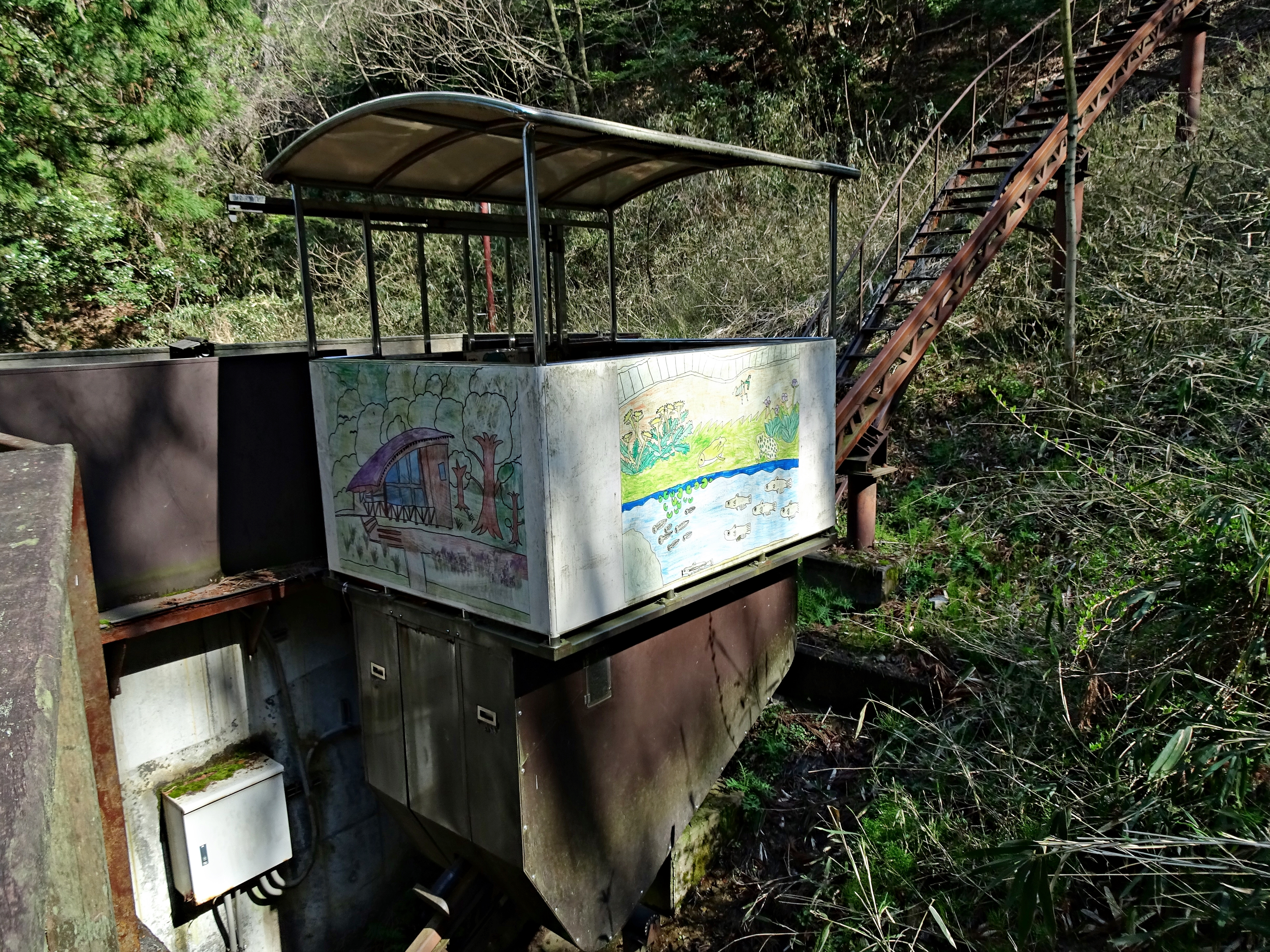
かつて藤ヶ丘駐車場と、同湿地を結んだスロープカー（2020年休廃止）